# اچ‌ام‌اس هاو (۱۸۱۵)
اچ‌ام‌اس هاو (۱۸۱۵) (به انگلیسی: HMS Howe (1815)) یک کشتی بود که طول آن ۲۰۵ فوت (۶۲ متر) بود. این کشتی در سال ۱۸۱۵ ساخته شد.